# Pedro Rodríguez Vergara
Pedro Rodríguez Vergara (Lima, Perú, 25 de julio de 1990) es un futbolista peruano nacionalizado bonaireano. Juega como centrocampista y su equipo actual es el SV Uruguay de la Superliga de Bonaire. Es internacional con la selección de fútbol de Bonaire.

## Trayectoria
Rodríguez se inició en el fútbol bonairense a los 13 años, jugando en las divisiones inferiores del Atlétiko Tera Corá. Debutó con dicho equipo a los 17 años, en la Liga de Bonaire, manteniéndose una temporada en el cuadro caribeño. Por motivos académicos, Rodríguez viajó a Países Bajos, donde jugó por dos años en el VUC Den Haag de la Hoofdklasse (quinta división). Luego, jugó por un año en el Voetbal Club Sparta de la Vierde Klasse (novena división), ganando el campeonato en el 2011 y consiguiendo el ascenso a la Derde Klasse (octava división). Sin embargo, no se le renovó contrato y fue transferido por una temporada al HVV Hercules, manteniéndose en la novena categoría. 
Tras culminar sus estudios, Rodríguez retorna a Bonaire, jugando una temporada por el Arriba Peru, continuó su carrera siendo fichado por el SV Uruguay por tres años, prosiguió su trayectoria con el Atlétiko Flamingo por dos años y posteriormente retornó al SV Uruguay. Terminando la cuarentena por la pandemia por el coronavirus y regresando a la normalidad, en Bonaire, Rodríguez firmó por el Arriba Peru nuevamente en 2020, donde permaneció por una temporada. Tras un descanso tomado en su carrera, en 2022 fue contratado para su tercera etapa en SV Uruguay. 

## Selección nacional

### Categorías inferiores
Rodríguez, al haber nacido en territorio peruano, pero también teniendo la nacionalidad neerlandesa, podía jugar tanto por la selección peruana como por cualquier selección correspondiente al Reino de los Países Bajos, en su caso, la selección bonairense. Rodríguez decidió jugar por la selección caribeña e inició su camino en la selección sub-15 de Bonaire, mientras jugaba en las inferiores del Atlétiko Tera Corá. Con el equipo de la sub-15, jugó un triangular enfrentando a Aruba y Curazao, los cuales eran clasificatorios para los Juegos del Reino, terminando en la tercera posición y no consiguiendo la clasificación. Pese a ello, el rendimiento de Rodríguez fue positivo, lo cual le valió para ser convocado posteriormente por las selecciones sub-17 y sub-20 de Bonaire.

### Selección mayor
Su debut con la selección mayor se produjo en 2008, en un amistoso no-oficial de la selección de Bonaire frente al NEC Nimega, que en aquellos años participaba en la Eredivisie y estaba haciendo su pretemporada en Bonaire, terminando el encuentro con una victoria del club neerlandés. El debut oficial de Rodríguez con el cuadro bonairense, se produjo el 14 de noviembre de 2013, en el Torneo ABCS, en un partido contra la selección de Surinam, el cual terminó 2-0 a favor de los sudamericanos. Además de ello, Rodríguez también ha participado con Bonaire en la Copa del Caribe de 2014 y en algunos amistosos hasta 2017, contando con 12 participaciones y siendo uno de los futbolistas bonairenses con más participaciones en su selección.
Un dato a resaltar, es que Rodríguez es el tercer peruano que ha jugado por la selección de fútbol de otro país, junto a Julio Lores que jugó por la selección mexicana y José Balbuena que lo hizo por la selección chilena. No obstante, Rodríguez es el primer peruano en jugar en todas las categorías por otra selección (inferiores y selección mayor).

## Clubes
| Club                | País         | Año               |
| ------------------- | ------------ | ----------------- |
| Atlétiko Tera Corá  | Bonaire      | 2007 - 2008       |
| VUC Den Haag        | Países Bajos | 2008 - 2010       |
| Voetbal Club Sparta | Países Bajos | 2010 - 2011       |
| HVV Hercules        | Países Bajos | 2011 - 2012       |
| Arriba Peru         | Bonaire      | 2013 - 2014       |
| SV Uruguay          | Bonaire      | 2014 - 2017       |
| Atlétiko Flamingo   | Bonaire      | 2017 - 2019       |
| SV Uruguay          | Bonaire      | 2019 - 2020       |
| Arriba Peru         | Bonaire      | 2020 - 2021       |
| SV Uruguay          | Bonaire      | 2022 - Actualidad |

## Palmarés

### Campeonatos nacionales
| Título        | Club                | País         | Año  |
| ------------- | ------------------- | ------------ | ---- |
| Vierde Klasse | Voetbal Club Sparta | Países Bajos | 2011 |
| Titans Cup    | SV Uruguay          | Bonaire      | 2019 |

### Distinciones individuales
| Distinción                   | Año  |
| ---------------------------- | ---- |
| Mejor jugador de la Kopa MCB | 2015 |